# 1120 Avenue of the Americas
1120 Avenue of the Americas alternativt The Hippodrome Building är ett höghus som ligger utmed gatan Avenue of the Americas/Sixth Avenue på Manhattan i New York, New York i USA.
Byggnaden uppfördes som en fastighet för kontorsverksamhet. Den är 87,17 meter hög och har 19 våningar.